# Monte Alegre de Goiás
Monte Alegre de Goiás är en kommun i Brasilien.   Den ligger i delstaten Goiás, i den centrala delen av landet, 300 km norr om huvudstaden Brasília. Antalet invånare är 7 742.
Omgivningarna runt Monte Alegre de Goiás är huvudsakligen savann. Trakten runt Monte Alegre de Goiás är nära nog obefolkad, med mindre än två invånare per kvadratkilometer.